# Старий Колутон
Старий Колуто́н (каз. Ескі Қалқұтан) — село у складі Астраханського району Акмолинської області Казахстану. Адміністративний центр Староколутонського сільського округу.
Населення — 544 особи (2021; 864 у 2009, 1043 у 1999, 1264 у 1989).
Національний склад станом на 1989 рік:
- росіяни — 44 %;
- казахи — 22 %.